# لاوسلان موخاميتشين
لاوسلان موخاميتشين (بالروسية: Мухаметшин, Руслан Наилевич)‏ (29 أكتوبر 1981 بقازان في روسيا - ) هو لاعب كرة قدم روسي في مركز الهجوم. لعب مع روبين كازان وFC SOYUZ-Gazprom Izhevsk ‏ وFC Rubin-2 Kazan ‏ ونادي موردوفيا سارانسك.

## روابط خارجية
- لاوسلان موخاميتشين على موقع كرة السلة الأوروبية.كوم (الإنجليزية)
- لاوسلان موخاميتشين على موقع قاعدة بيانات كرة القدم.إي يو (الإنجليزية)
- لاوسلان موخاميتشين على موقع Soccerway.com (الإنجليزية)
- لاوسلان موخاميتشين على موقع عالم كرة القدم.نت (الإنجليزية)
- لاوسلان موخاميتشين على موقع AS.com (الإسبانية)